# P.S.F. Records
Pour les articles homonymes, voir PSF.
P.S.F. Records est un label japonais spécialisé dans la musique folk et psychédélique underground, ainsi que dans la musique improvisée. P.S.F. a pris son nom actuel d'après un album de 1985 du groupe High Rise Psychedelic Speed Freaks et s'installa à Tokyo sous la houlette d'Hideo Ikeezumi (生悦住英夫), avec pour ligne de conduite « Je ne produit que ce que j'aime, et j'espère que certains sons feront appel au discernement de l'auditeur ». Le label est lié à la maison de disques tokyoïte, Modern Music, ainsi qu'au magazine japonais de musique underground G-Modern.
P.S.F. a sorti des albums d'Acid Mothers Temple, High Rise, White Heaven, Ghost, Kousokuya, Masayuki Takayanagi, Kaoru Abe, Keiji Haino, Fushitsusha, Masayoshi Urabe, Kazuki Tomokawa, Kan Mikami, ainsi que plein d'autres artistes.